# Hernán Encina
Hernán Nicolás Encina (Rosario, Argentina, 3 de noviembre de 1982) es un futbolista argentino. Juega de centrocampista y su equipo actual es LOS DE SIEMPRE, anteriormente jugó en Guaraní Antonio Franco del Torneo Regional Federal Amateur de Argentina. Su primer club fue Rosario Central. actual club: LOS DE SIEMPRE

## Biografía
Originario del humilde barrio Las Flores en la zona sur de Rosario, se incorporó desde muy joven a Rosario Central, club en el cual realizó todas las divisiones inferiores hasta llegar al primer equipo. Su debut en primera se produjo el 27 de octubre de 2001 cuando Central cayó 1-3 ante Vélez Sarsfield en el Estadio José Amalfitani por la 11.° fecha del Torneo Apertura. El entrenador canalla era Juan José López, quien dos jornadas después le confió la titularidad como mediocampista por derecha en el clásico rosarino del 11 de noviembre, que finalizó igualado ante Newell's Old Boys 1-1; Encina respondió marcando el gol auriazul. Sumó cinco presencias en el certamen y luego pasó casi dos años y medio sin jugar en el equipo principal, desempeñándose en división reserva. Su retorno a la máxima competencia se produjo el 6 de marzo de 2004 en la victoria centralista en el Gigante de Arroyito por 3-1, en cotejo válido por la 4.° fecha del Torneo Clausura y con el Sapo anotando un tanto. Comenzó a ser tenido en cuenta por el director técnico Miguel Ángel Russo, pero pocas fechas después sufrió la rotura de ligamentos en la rodilla derecha al ser trabado por Fernando Belluschi en un partido ante Newell's el 18 de abril y quedó varios meses inactivo. Pudo retornar para la primera jornada del Torneo Clausura 2005; reiteró buenos rendimientos hasta que una nueva lesión (esta vez provocada por Sebastián Ariel Romero de Racing Club el 8 de mayo y que provocó una fractura en el tobillo derecho) lo dejó otro periodo fuera de las canchas. Regresó en 2006, jugando durante el primer semestre 24 encuentros y marcando un gol por Copa Libertadores ante Cerro Porteño en Asunción. Durante el Torneo Apertura 2006 fue mayormente suplente de Eduardo Coudet y al finalizar el campeonato fue transferido al fútbol mexicano. En su primera etapa en Central acumuló 56 partidos jugados y 4 goles.

Fichó por Tecos de la UAG para afrontar el Torneo Clausura 2007; jugó 19 encuentros (12 como titular) y convirtió 3 goles. Atlas de Guadalajara solicitó sus servicios y disputó con este club el Torneo Apertura 2007, en el cual sumó 12 presencias y 2 conquistas.
Para 2008 retornó a Argentina incorporándose a Colón; la temporada 2008-09 lo tuvo en Godoy Cruz Antonio Tomba, seguido por un semestre (el segundo de 2009) en el exterior con Barcelona de Ecuador, mientras que entre 2010 y 2011 defendió la casaca de Gimnasia y Esgrima La Plata.
Pasó a disputar la Primera B Nacional con Instituto de Córdoba en la temporada 2011-12, siendo partícipe importante de la muy buena campaña protagonizada por la Gloria, que no pudo coronar con el ascenso directo al perder en la última jornada del certamen ni a través de la promoción ante un equipo de Primera División al no poder superar a San Lorenzo de Almagro.
Su siguiente destino fue retornar a Rosario Central; el cuadro de Barrio Arroyito se preparaba para afrontar su tercer año seguido en la segunda categoría del fútbol argentino y había contratado como entrenador a Miguel Ángel Russo, quien pidió al Sapito como refuerzo. Finalmente el canalla pudo lograr el retorno al círculo máximo y como campeón del Campeonato de Primera B Nacional 2012-13. Encina fue hombre fundamental en el once titular, sumando 33 partidos y 3 goles.
Nuevamente en la Primera División, continuó siendo habitualmente de la partida, jugando en la temporada 2013-14 28 partidos y marcando 4 goles, el más destacado el que convirtió a Newell's en el clásico jugado el 20 de octubre de 2013 y que sirvió para que el canalla se impusiera 2-1 en el Gigante. Durante el segundo semestre de 2014 acumuló 10 presencias en el Campeonato de Primera División 2014 y otros 4 por Copa Argentina 2013-14; en este último torneo anotó un tanto en la semifinal ante Argentinos Juniors (triunfo 5-0) y en la final ante Huracán falló el último tiro penal en la definición que le dio el título a los quemeros. Encina cerró de esta manera su segundo ciclo en Central, con un total de 132 partidos jugados y 12 goles desde su debut con la camiseta auriazul.
Tras dejar las filas canallas, representó a Olimpo en el Campeonato de Primera División 2015; en 2016 bajó nuevamente a la B Nacional y participó de la campaña de ascenso de Talleres de Córdoba a Primera División. Igualmente se mantuvo en la categoría para jugar por Independiente Rivadavia (25 partidos y un gol en el Campeonato de Primera B Nacional 2016-17). A mediados de 2017 se alistó en Guaraní Antonio Franco en el Torneo Federal A; luego de sumar 7 presencias durante la primera parte del certamen, luego del receso veraniego decidió no retornar al equipo misionero.

## Estadísticas
Actualizado al 24 de mayo de 2018. 
| Equipo                            | Div.                 | Temporada            | Liga     | Liga  | Copas nacionales | Copas nacionales | Copas internacionales | Copas internacionales | Total    | Total |
| Equipo                            | Div.                 | Temporada            | Partidos | Goles | Partidos         | Goles            | Partidos              | Goles                 | Partidos | Goles |
| Rosario Central Argentina         | 1ª                   | 2001-02              | 5        | 1     | -                | -                | -                     | -                     | 5        | 1     |
| Rosario Central Argentina         | 1ª                   | 2002-03              | -        | -     | -                | -                | -                     | -                     | 0        | 0     |
| Rosario Central Argentina         | 1ª                   | 2003-04              | 6        | 1     | -                | -                | -                     | -                     | 6        | 1     |
| Rosario Central Argentina         | 1ª                   | 2004-05              | 12       | 1     | -                | -                | -                     | -                     | 12       | 1     |
| Rosario Central Argentina         | 1ª                   | 2005-06              | 19       | 0     | -                | -                | 5                     | 1                     | 24       | 1     |
| Rosario Central Argentina         | 1ª                   | 2006-07              | 9        | 0     | -                | -                | -                     | -                     | 9        | 0     |
| Rosario Central Argentina         | 2ª                   | 2012-13              | 33       | 3     | -                | -                | -                     | -                     | 33       | 3     |
| Rosario Central Argentina         | 1.ª                  | 2013-14              | 28       | 4     | -                | -                | -                     | -                     | 28       | 4     |
| Rosario Central Argentina         | 1.ª                  | 2014                 | 10       | 0     | 4                | 1                | 1                     | 0                     | 15       | 1     |
| Rosario Central Argentina         | Total R. Central     | Total R. Central     | 122      | 10    | 4                | 1                | 6                     | 1                     | 132      | 12    |
| Tecos Fútbol Club · México        | 1.ª                  | 2006-07              | 19       | 3     | -                | -                | -                     | -                     | 19       | 3     |
| Tecos Fútbol Club · México        | Total Estudiantes    | Total Estudiantes    | 19       | 3     | -                | -                | -                     | -                     | 19       | 3     |
| Atlas · México                    | 1.ª                  | 2007-08              | 12       | 2     | -                | -                | -                     | -                     | 12       | 2     |
| Atlas · México                    | Total Atlas          | Total Atlas          | 12       | 2     | -                | -                | -                     | -                     | 12       | 2     |
| Colón Argentina                   | 1.ª                  | 2007-08              | 11       | 0     | -                | -                | -                     | -                     | 11       | 0     |
| Colón Argentina                   | Total Colón          | Total Colón          | 11       | 0     | -                | -                | -                     | -                     | 11       | 0     |
| Godoy Cruz Argentina              | 1ª                   | 2008-09              | 30       | 1     | -                | -                | -                     | -                     | 30       | 1     |
| Godoy Cruz Argentina              | Total G. Cruz        | Total G. Cruz        | 30       | 1     | -                | -                | -                     | -                     | 30       | 1     |
| Barcelona · Ecuador               | 1.ª                  | 2009                 | 10       | 0     | -                | -                | -                     | -                     | 10       | 0     |
| Barcelona · Ecuador               | Total Barcelona      | Total Barcelona      | 10       | 0     | -                | -                | -                     | -                     | 10       | 0     |
| Gimnasia (LP) Argentina           | 1ª                   | 2009-10              | 19       | 1     | -                | -                | -                     | -                     | 19       | 1     |
| Gimnasia (LP) Argentina           | 1ª                   | 2010-11              | 31       | 2     | -                | -                | -                     | -                     | 31       | 2     |
| Gimnasia (LP) Argentina           | Total Gimnasia       | Total Gimnasia       | 50       | 3     | -                | -                | -                     | -                     | 50       | 3     |
| Instituto Argentina               | 2ª                   | 2011-12              | 36       | 4     | -                | -                | -                     | -                     | 36       | 4     |
| Instituto Argentina               | Total Instituto      | Total Instituto      | 36       | 4     | -                | -                | -                     | -                     | 36       | 4     |
| Olimpo Argentina                  | 1.ª                  | 2015                 | 30       | 87    | -                | -                | -                     | -                     | 30       | 1     |
| Olimpo Argentina                  | Total Olimpo         | Total Olimpo         | 30       | 1     | -                | -                | -                     | -                     | 30       | 1     |
| Talleres Argentina                | 2ª                   | 2016                 | 7        | 1     | -                | -                | -                     | -                     | 7        | 1     |
| Talleres Argentina                | Total Talleres       | Total Talleres       | 7        | 1     | -                | -                | -                     | -                     | 7        | 1     |
| Independiente Rivadavia Argentina | 2ª                   | 2016-17              | 25       | 1     | -                | -                | -                     | -                     | 25       | 1     |
| Independiente Rivadavia Argentina | Total Ind. Rivadavia | Total Ind. Rivadavia | 25       | 1     | -                | -                | -                     | -                     | 25       | 1     |
| Guaraní Antonio Franco Argentina  | 3ª                   | 2017-18              | 7        | 0     | -                | -                | -                     | -                     | 7        | 0     |
| Guaraní Antonio Franco Argentina  | Total Guaraní A. F.  | Total Guaraní A. F.  | 7        | 0     | -                | -                | -                     | -                     | 7        | 0     |
| Total en su carrera               | Total en su carrera  | Total en su carrera  | 356      | 26    | 4                | 1                | 6                     | 1                     | 366      | 28    |

## Palmarés

### Campeonatos nacionales
| Título             |  |  |  | Club            |           | Año  |
| B Nacional         |  |  |  | Rosario Central | Argentina | 2013 |
| B Nacional         |  |  |  | Talleres        | Argentina | 2016 |
| liga Santaelenense |  |  |  | Los De Siempre  |           | 2024 |